# Suđurađ
Suđurađ falu Horvátországban, Dubrovnik-Neretva megyében. Közigazgatásilag Dubrovnik községhez tartozik.

## Fekvése
Dubrovniktól 16 km-re északnyugatra, az Elafiti-szigetcsoport legnagyobb tagjának,  Šipan szigetének keleti részén, az azonos nevű öbölben fekszik. Kikötőjét menetrendszerű kompjárat köti össze Dubrovnikkal. A kompállomás építése 1997-ben fejeződött be. Suđurađot a 122-es számú út köti össze a sziget másik felében 5,2 km-re fekvő Šipanska Lukával. 1998. október 22. óta a két települést autóbuszjárat is összeköti.

## Története
A régészeti leletek tanúsága szerint Šipan szigetén már ősidők óta élnek emberek. Az itt élt első ismert nép az illírek voltak, akik az i. e. 2. évezredtől fogva éltek itt magaslatokon épített erődített településeken és kövekből rakott halomsírokba temetkeztek. Számos ilyen halomsír található Šipanska Luka határában is, Frajgán, Ralicén, Dunjev Dolon, Maretinon és Polačén. Ókori illír erődítmények álltak egykor Odžak felett, Dunjev Don, a Velika Glavicán és a Gradinán is. Az illírek i. e. 35-ig uralták a térséget, amikor Octavianus hadai végső győzelmet arattak felettük. A rómaiak itt tartózkodásának bizonyítéka a településen megtalált római villagazdaság romja és ornamentikával díszített kövei. A Nyugatrómai Birodalom bukása után 493-tól a keleti gótok uralták a területet. 535-ben Dalmáciával együtt a Bizánci Császárság uralma alá került.
A horvátok ősei a 7. században érkeztek Dalmáciába és csakhamar megalapították első településeiket. Ezek elsőként a termékeny mező melletti, ivóvízzel rendelkező helyeken alakultak ki. A településen álló fennmaradt középkori szakrális építmények (pl. a šilovoi ószláv stílusú Szent János templom) alapján megállapítható, hogy itt már a horvátok letelepedésének korai időszakában település állt. Pakljena nevű településrészén először az keleti rítusú  baziliánus szerzetesek telepedtek meg felépítve Szent Mihály főangyalnak szentelt kolostorukat. Utánuk a bencések érkeztek. Az itteni bencés kolostor első említése 1272-ból származik. A környező középkori települések Pakljena, Suđurađ, Sutulia és Frajga mindig valamelyik szerzetesrendnek adóztak. A bencések egészen elüldözésükig 1808-ig maradtak a szigeten. Őket 1854-ben a piaristák követték, akik 14 évig működtek itt. Amikor a 15. század végén a sziget lakossága növekedni kezdett a Szent Mihály kolostor mellett egy nagyobb templomot építettek az Irgalmas Szűzanya tiszteletére. Annak ellenére, hogy a templom már felépült a plébánia csak 1562. július 21-én jött létre. Ekkor a templomot bővítették, majd 1569. november 21-én felszentelték.
Šipanj szigetét a középkorban Jupana, Zupana és Supana néven is említik, a mai nevén 1371-ben szerepel először. Története szorosan kapcsolódik Raguza és a Raguzai Köztársaság történetéhez. A köztársaság uralma idején a šipani gazdaság alapja a hajóépítés, a tengerészet, az olajbogyó termesztés, a halászat és a szőlészet volt. A Raguzát pusztító 1667-es nagy földrengés és tűzvész után a gazdaság kezdett visszaesni. Ez a lakosság számának a csökkenéséhez is vezetett. A Raguzai Köztársaság bukása után 1806-ban Dalmáciával együtt ez a térség is a köztársaságot legyőző franciák uralma alá került, de Napóleon bukása után 1815-ben a berlini kongresszus Dalmáciával együtt a Habsburgoknak ítélte. 1857-ben 455, 1910-ben 369 lakosa volt. 1918-ban az új szerb-horvát-szlovén állam, majd később Jugoszlávia része lett. A településnek 2011-ben 207 lakosa volt, akik főként mezőgazdasággal, turizmussal foglalkoztak. A település csak négyosztályos alsó tagozatos iskola működik, a felső tagozatos diákok Šipanska Lukára járnak iskolába. Itt található a sziget orvosi rendelője, míg a posta szintén Šipanska Lukán van.

## Népesség
| Lakosság változása | Lakosság változása | Lakosság változása | Lakosság változása | Lakosság változása | Lakosság változása | Lakosság változása | Lakosság változása | Lakosság változása | Lakosság változása | Lakosság változása | Lakosság változása | Lakosság változása | Lakosság változása | Lakosság változása | Lakosság változása |
| ------------------ | ------------------ | ------------------ | ------------------ | ------------------ | ------------------ | ------------------ | ------------------ | ------------------ | ------------------ | ------------------ | ------------------ | ------------------ | ------------------ | ------------------ | ------------------ |
| 1857               | 1869               | 1880               | 1890               | 1900               | 1910               | 1921               | 1931               | 1948               | 1953               | 1961               | 1971               | 1981               | 1991               | 2001               | 2011               |
| 455                | 371                | 367                | 405                | 367                | 369                | 342                | 318                | 373                | 342                | 312                | 272                | 247                | 221                | 199                | 207                |

## Nevezetességei
- Az Irgalmas Szűzanya tiszteletére szentelt plébániatemplom[4] 1500 körül épült fel a Pakljenán a bencés kolostor mellett. Felszentelése 1569. november 21-én történt. Erről egy a Szentlélek templomban őrzött oklevél emlékezik meg. A tágas, magas épületnek hat oltára volt a Szent Kereszt kápolnával és a homlokzat feletti harangdúccal. Mivel távol van a településtől a liturgia idővel a Szentlélek templomba tevődött át, amely közelebb van a mai Suđurađhoz.
- A Szentlélek-templom[5] a település feletti hegynyeregben, a Šipani-mezőn át šipani kikötőbe vezető út mellett áll. Képe uralja a Šipani-mezőt. A templom monumentális épülete 1578-ban épült a kornak megfelelően erődszerűen, mintegy 450 négyzetméteres tetővel. A teraszos tetőt 1972-ben restaurálták, belsejét 1894-ben újították fel. Alaprajza latin kereszt, melynek szárait saroktornyok képezik. A templom tetején tágas terasz található. A templom értékes és ritka példája egy erődített szakrális épületnek.
- A Szent György és Szent Miklós-templomot[6] 1285-ben említik először, de a mai épület csak a 16. században készült. A 20. század végén újították fel. A templom a település kikötőjében, a tenger közelében található. A Szent György templomról kapta nevét maga a település is. Az eredeti Szent György-templommal együtt a 16. században egy másik, azonos méretű és formájú templom is felépült, melyet Szent Miklósnak szenteltek. Ezeknek a templomoknak a nyugati homlokzata a Szent Miklós-templom építése során egyetlen homlokzatba olvadt és ekkor változott meg a templom bejárata is. Az egyesített homlokzatok timpanonján egy kis harangdúc található, egy nyílással. A templomok előtt később előcsarnokot építettek.
- A šilovoi Keresztelő Szent János templomot[7] 1312-ben említik. Az eredeti ószláv stílusú épületet később bővítették. Az eredeti kora román épület egy keletelt, hosszúkás téglalapból áll. A hozzáépített újabb rész késő középkori, barokkos stílusú. Téglalap alaprajzú, szélesebb, mint az eredeti épületrész. A belső teret igen értékes freskókkal festették ki.
- A Szent Miklós templom[8] Pakljena közelében egy dombtetőn  áll. A templomot szerzetesek építették 1323-ban. Nyugat-keleti tájolású épület, belül gótikus boltíves boltozattal. A nyugati homlokzaton, az ajtó felett egy szépen elkészített rozetta, az oromzat tetején pedig egy kis harangdúc látható egy harang számára.
- A Sutilija feletti Szentháromság templom[9] a 15. században épült. Négyszögletes alaprajzú, szabályos tájolású, téglalap alakú apszissal rendelkező épület, boltozata gótikus. A kőből épített templom homlokzata az  oromfalon álló harangdúccal zárul. A templom északnyugati oldalán egy épület áll, amelyet a dumani kolostor szerzetesei számára emeltek, mára elhagyatott.
- A Szent István templom[10] a Szentlélek-templomtól délre fekvő Kala Duhán áll. A téglalap alakú kisebb épület kelet-nyugati tájolású, négyzet alakú apszissal, mérete 12 x 7 m. Az északi és déli homlokzatot kis négyzet alakú nyílások tagolják. A nyugati homlokzaton a portált finoman faragott kőből készült ajtófélfák keretezik profilozott áthidalóval, a portál fölött kis négyágú rozetta, mellette jobbra kő szentltvíztartó látható. A homlokzat az oromfal tetején álló, egyetlen harang számára kialakított harangdúcban végződik. Belseje vakolt, kőlapokkal burkolt és fafödémes, míg az apszis belseje vakolatlan. Az apszis elé vakolt oltárt helyeztek, amelyre az eredeti kőből készült menza került. Az apszisban középre egy kisebb ovális ablakot helyeztek, majd elfalazták. Az apszis déli falában egy kis fülke található. A templomot nyeregtető borítja. 2012-ben Ivan Prtenjak tervei alapján, alaposan felújították. A templom főhomlokzatán emléktábla található az „Isten akaratából és mély alázatából a templomot a spliti Marušić család restauráltatta Mato Uzinić, Dubrovnik püspöke idejében.” A templom a dubrovniki terület szakrális építészetének hagyományos jellegzetességeivel rendelkezik.
- A Szent Borbála templomot[11] Frajgán építették, ma használaton kívül van. A nyugat-keleti tájolású, hosszúkás, kis méretű épületet keresztboltozattal fedték be. A templom vakolt, az északi és déli homlokzat sima, míg a nyugati homlokzat szélén egy lizéna található. Az alsó zóna mentén, valamint a déli és északi falak közepén hajóábrázolások (absztrahált ábrázolások) láthatók, melyeket valószínűleg a 19. században véstek a vakolatba.
- A Sipan sziget keleti részén, Pakljenán található bencés kolostor[12] a Szent Mihály-templommal ma használaton kívül áll. Az épületkomplexum a kolostor lakóépületeiből, udvarokból, loggiákból, védőtornyokból és templomokból áll, melyek különböző keletkezési időkben és építészeti stílusban, de harmonikus egésszé egyesülve állnak. A komplexum legrégebbi része a Szent Mihály-templom, mely egy dél-dalmát, kupolás, román stílusú, egyhajós boltozatos templom, amelyhez a nyugati oldalon később hajót is építettek. Az északi oldalon áll a 16. század elején épített Nagyboldogasszony plébániatemplom.
- Szűz Mária, Szent Illés és Szent András templom romjai.
- A Stjepović-Skočibuha család erődített nyaralója[13] 1563-ban épült. Építtetője a legjelentősebb dubrovniki hajóépítő Vice Stjepović-Skočibuha volt. A fallal körülkerített épület legnagyobb része maga a lakóépület. Mellette egy kisebb lakóépület és egy kápolna áll. Az épületegyütteshez tartozik még egy első és egy hátsó kert, egy gloriett, egy malom, ciszterna, kamra, terasz pavilon, híd és megerősített bejárati kapu. A védelmet két, háromemeletes torony erősíti. Az utóbbi időben múzeumként működött.
- A szigeti főúttól délre, a Biskupija nevű helyen egy romos nyaraló és gazdasági épületkomplexum található, Lodovico Beccadelli raguzai érsek nyaralója.[14] A komplexum két egyemeletes szárnyból, és a Szűzanya tiszteletére szentelt kápolnából áll, amely a 16. században újjáépített, koraromán stílusú ókeresztény épület maradványaira épült. Mellette egy földszintes gazdasági épület található. Az épület északi oldalán a kertet kerítésfallal zárták le, míg hátul, a komplexumtól délre a terep emelkedéséhez igazodik. Térbeli elosztása és különösen a nyaraló berendezése a freskók maradványaival a reneszánsz és a humanista világkép magas kulturális értékét és a raguzai civilizáció aranykorát hangsúlyozza.
- A tenger mellett az öbölben, a Stjepović-Skočibuha család egykori hajógyárának helyén, található a gazdag šipani kereskedő, Vice Skočibuha nyaralója ,[15] aki a kertes és melléképületekkel rendelkező családi ház mellett 1563-ban építette fel nagy nyári kastélykomplexumát. A komplexumban a nyaralóház mellett egy arzenál, egy terasz, egy kápolna, egy pavilon, egy malom, ciszternák, raktárhelyiségek, egy torony, egy híd és egy erődített bejárat található, a ház előtt egy nagyobb, mögötte pedig egy kisebb kerttel. Az egész komplexumot kelet-nyugati irányban egy hosszú, magas fal veszi körül.
- Sorkočević család nyaralója a Szent Kozma és Damján kápolnával
- Domonkos kolostor romjai a Ruda-szigeten
- Kaboga nyaraló az Angyali Üdvözlet kápolnával a Ruda-szigeten
- Ókori halomsírok a település határában Frajgán, Ralicén, Dunjev Dolon, Maretinon és Polačén
- Ókori vármaradványok Odžak felett, Dunjev Don, a Velika Glavicán és a Gradinán
- Čemprijesi barlang a sziget északkeleti részén.

## Gazdaság
Lakói főként a mezőgazdaságból, állattartásból és a turizmusból éltek. A helyi gazdaság fő terményei az olajbogyó és a szőlő. A termelést még lehetne növelni, de kevés a munkáskéz. A sziget 1999-ben bekerült a Guinness rekordok könyvébe is az egy lakosra jutó legnagyobb olajbogyó termésével. Az állatok közül a szarvasmarha és a sertés tenyésztése a jelentős. A turizmus nem olyan jelentős, mint a szigetcsoport többi szigetén. 1999-ben az egykori malom épületében nyílt meg a Stara mlinica vendéglő, 2001-ben pedig pizzériát is nyitottak..